# 계산서

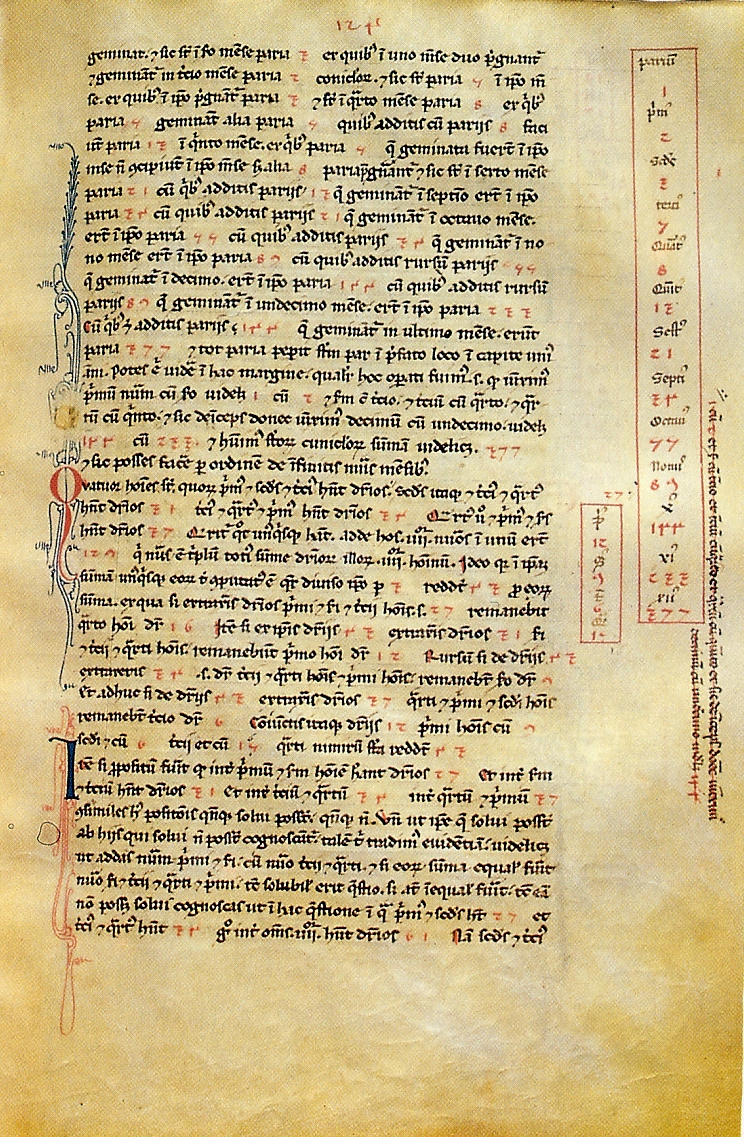
피렌체 국립 중앙 도서관에 있는 《계산서》의 쪽. 오른쪽에 피보나치 수 1, 2, 3, 5, 8, 13, 21, 34, 55, 89, 144, 233, 377이 적혀 있다.

《계산서》(計算書, 라틴어: Liber Abaci 리베르 아바치[*])는 레오나르도 피보나치가 저술한 1202년 라틴어 산술서이다. 힌두 숫자 체계와 그에 기반한 힌두 산법을 유럽에 전파하였다. 가장 영향력 있는 중세 유럽 수학서 가운데 하나로 평가 받는다.:6:209

## 제목
제목은 흔히 《산반서》 또는 《주산서》 등으로 번역되지만, 이는 제목의 정확한 번역이 아니다.‘아바치’(라틴어: abaci)는 주판을 뜻하는 ‘아바쿠스’(라틴어: abacus)에서 파생되지만, 당시에는 (주판을 사용하지 않는) 계산을 뜻하였다.:4
제목의 한국어 번역에는 그 밖에도
- 《계산서》
- 《산술서》
- 《산술 교본》

등이 있다.

## 주요 내용과 특징
산술, 대수학, 응용수학을 다룬다. 에우클레이데스의 《원론》을 이론적 기반으로 하면서도 실용을 추구하였다.

## 영향
인도의 숫자와 십진 위치 기수법과 이에 기반한 (주판이 필요 없는) 산법과 기타 대수적 방법을 유럽에 널리 전파하였다. 숫자와 십진법은 오늘날 사용되는 것과 유사하며, 산법 역시 오늘날 초등학교에서 가르치는, 종이와 펜을 가지고 하는 사칙 연산 계산법과 같다. 이는 《계산서》 이전부터 아랍과 스페인을 거쳐 유럽에 알려지기 시작하였으나, 대부분 유럽 사람들은 로마 숫자와 주산법을 사용하고 0의 사용을 피하였는데, 《계산서》 이후 상황이 바뀌기 시작하였다.:20:209:4
새 숫자 체계로의 전환은 3세기에 걸쳐 점진적으로 이루어졌으며, 여기에는 피렌체의 상인들이 중요한 역할을 했다. 이 과정 동안 힌두 숫자 체계 사용자들과 로마 숫자와 주산법을 고수하는 자들은 심하게 대립하였다.:21 16세기 때 힌두 숫자는 로마 숫자를 완전히 대체하였다.:21

## 판
1202년에 초판, 1228년에 2판이 출판되었다.:4 2판은 마이클 스콧(영어: Michael Scot)에게 헌정되었다.
1857년에 발다사레 본콤파니(이탈리아어: Baldassarre Boncompagni)가 첫 인쇄본을 편집 출판하였다. 2002년에 첫 영어 번역본이 출판되었다. 이는 로렌스 시글러(영어: Laurence E. Sigler)가 번역하였으며, 시글러는 또한 서론과 주와 참고 문헌을 추가하였다.

## 참고 문헌
1. ↑  김현진 (2008). 《생활 속에서 발견된 피보나치 수열에 대하여》 (PDF) (석사 학위 논문). 조선대학교.
2. 1 2  Kline, Morris (1990). 《Mathematical Thought from Ancient to Modern Times. Volume 1》 (영어) 2판. 뉴욕: Oxford University Press. doi:10.1093/oso/9780195061352.001.0001. ISBN 0-19-506135-7. MR 1039322. Zbl 0864.01001.
3. 1 2 3 4  Pisano, Leonardo (2002). 《Fibonacci's Liber abaci. A translation into modern English of Leonardo Pisano's Book of calculation》. Sources and Studies in the History of Mathematics and Physical Sciences (영어). 번역 Sigler, Laurence E.. Laurence E. Sigler 서론, 주, 참고 문헌. 뉴욕: Springer-Verlag. doi:10.1007/978-1-4613-0079-3. ISBN 978-0-387-95419-6. ISSN 2196-8810. MR 1923794. Zbl 1032.01046.
4. 1 2 3  Ore, Øystein (1948). 《Number theory and its history》 (영어). 뉴욕: McGraw-Hill. MR 0026059. Zbl 0041.36805.
5. ↑  Scott, T. C.; Marketos, P.  O’Connor, John J.; Robertson, Edmund F., 편집. “Michael Scot”. 《MacTutor History of Mathematics Archive》 (영어). 세인트앤드루스 대학교.
6. ↑  Scott, T. C.; Marketos, P. (March 2014), 《On the Origin of the Fibonacci Sequence》 (PDF), MacTutor History of Mathematics archive, University of St Andrews

## 같이 보기
- 제곱근서